# 基爾代爾鎮區 (明尼蘇達州斯威夫特縣)
基爾代爾鎮區（英語：Kildare Township）是位於美國明尼蘇達州斯威夫特縣的一個行政鎮區。

## 地方資料
基爾代爾鎮區的面積為91.01平方千米，當中陸地面積為90.12平方千米，而水域面積為0.89平方千米。根據2020年美國人口普查的數據，當地共有人口134人，而人口密度為每平方千米1.47人。